# 아르헨티나 항공
아르헨티나 항공(스페인어: Aerolíneas Argentinas)은 아르헨티나 부에노스아이레스에 본사를 두고 있는 항공사로, 허브 공항은 호르헤 뉴베리 공항이 있다.

## 역사
1929년에 아에로포스타(스페인어: Aeroposta)를 설립해 국내선을 운항하는 것을 시작으로 이후 국제선 노선도 취항하면서 스페인의 수도 마드리드에 취항했다. 1949년 5월에 아에로포스타(스페인어: Aeroposta)를 비롯해 ADLFA 항공(스페인어: Aviación del Litoral Fluvial Argentino), FAMA 항공(스페인어: Flota Aérea Mercante Argentina), ZONDA 항공(스페인어: Sociedad Mixta Zonas Oeste y Norte de Aerolíneas Argentinas)과 합병해 1950년 12월에 아르헨티나 정부가 회사를 다시 세웠다. 같은 해 최초로 맥도넬더글러스 DC-6 항공기를 이용해 운항을 시작했다. 초기에 뉴욕, 아바나, 리스본, 런던, 리우데자네이루에 취항했으며 1962년에 칠레에 취항했으며 이후 꾸준한 성장을 유지했다. 또한 파리, 로마, 마드리드에 취항했다. 1965년에 보잉 707 기종을 도입했으며 1970년대 보잉 727-200, 보잉 737-200, 보잉 747SP, 보잉 747-200B 항공기를 각각 도입했다. 1980년에 처음으로 북극 항로를 개설해 오스트레일리아와 뉴질랜드에 최초로 취항했으며 1982년 영국과 아르헨티나 사이에 포클랜드 전쟁이 일어나면서 일시적으로 런던 취항이 중단됐다. 1986년 7월에 시작하는 파업은 3주에 걸치면서 아르헨티나 공군이 임시로 취항한 적이 있었다. 1990년 스페인 기업 컨소시엄이 지분 85%를 인수하면서 민영화가 되었다. 2000년대 들어 연료가격 폭등의 영향으로 경영이 악화됐다. 2008년 부채 규모가 9억 달러를 넘었고 이해에 하루 부채가 100만 달러씩 불어났다. 같은 해 아르헨티나 정부가 스페인 주주로부터 지분을 매입하면서 다시 국영 기업이 되어 현재에 이르고 있다. 2010년 대한항공이 주도하는 세계적 항공 동맹인 스카이팀에 가맹 계약을 했으며 같은 해 브랜드 로고와 도장을 변경했다. 2012년에 스카이팀에 가입해 현재에 이르고 있다.

## 운항 노선
- 2012년 4월 기준으로 아르헨티나 항공은 다음과 같은 노선을 운항하고 있다.

### 코드셰어 협정
- 아르헨티나 항공은 다음과 같이 코드셰어 협정을 하고 있으며 현재 항공 동맹인 스카이팀에 가입 후 스카이팀 회원사인 델타 항공, 중국남방항공, 에어프랑스-KLM과 제휴하고 있다.

| - GOL 항공 - KLM (스카이팀) - LATAM 브라질 - 대한항공 (스카이팀) - 델타 항공 (스카이팀) | - 에어 뉴질랜드 (스타얼라이언스) - 에어 유로파 (스카이팀) - 에어 프랑스 (스카이팀) - 에티하드 항공 |

## 보유 기종
- 2021년 2월 기준으로 다음과 같이 보유하고 있으며 평균 기령은 12년이다.[7][8]

## 사진

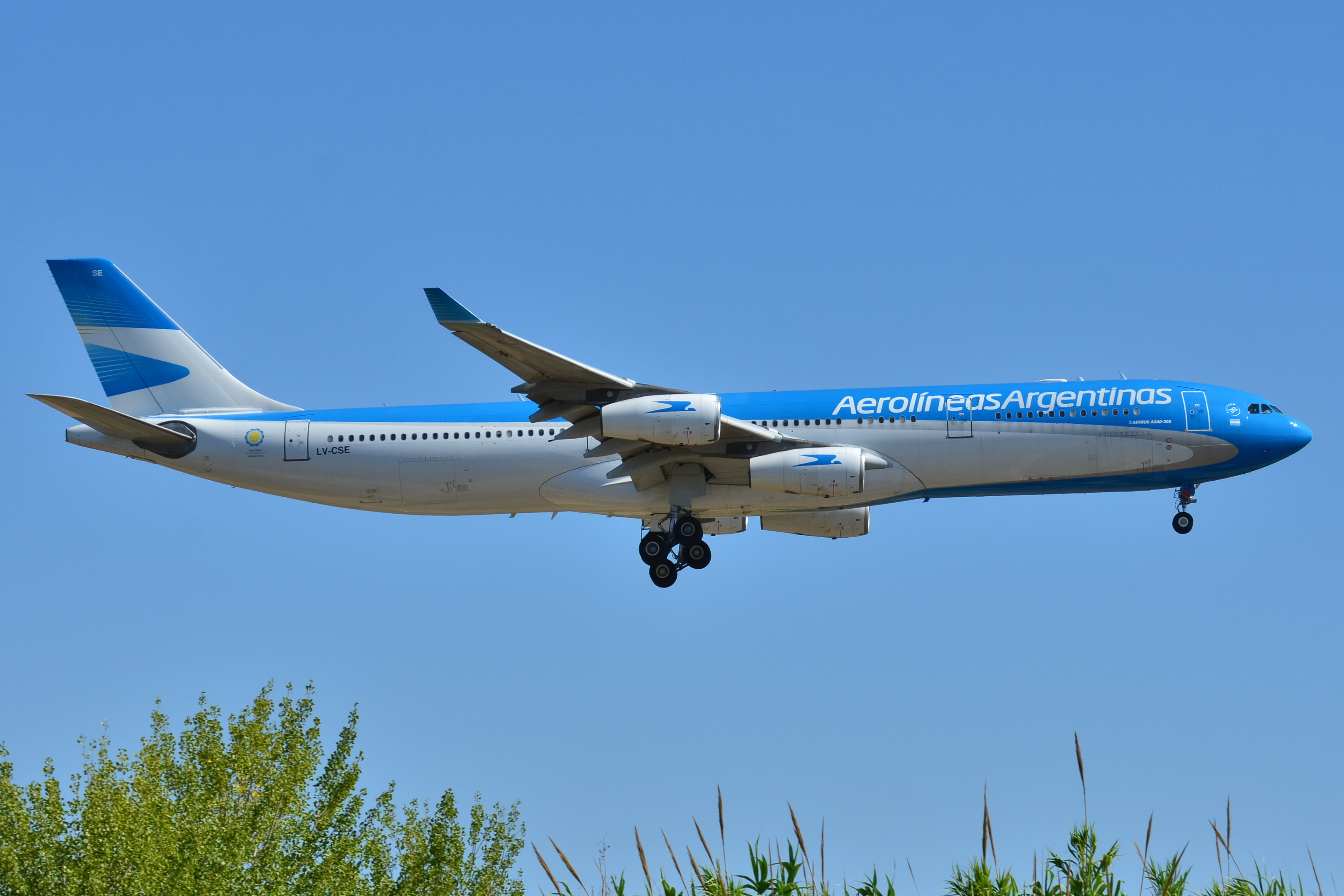
아르헨티나 항공의 에어버스 A340-300 신도색
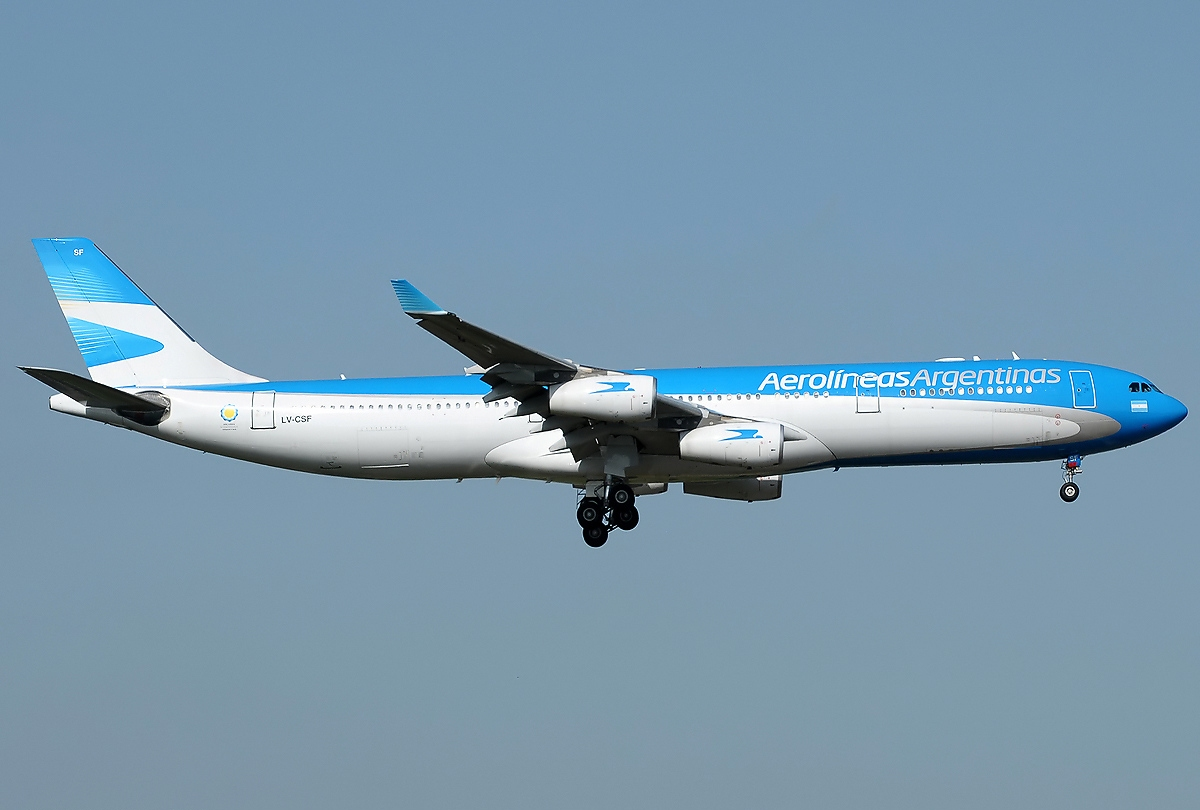
아르헨티나 항공의 에어버스 A340-300 신도색
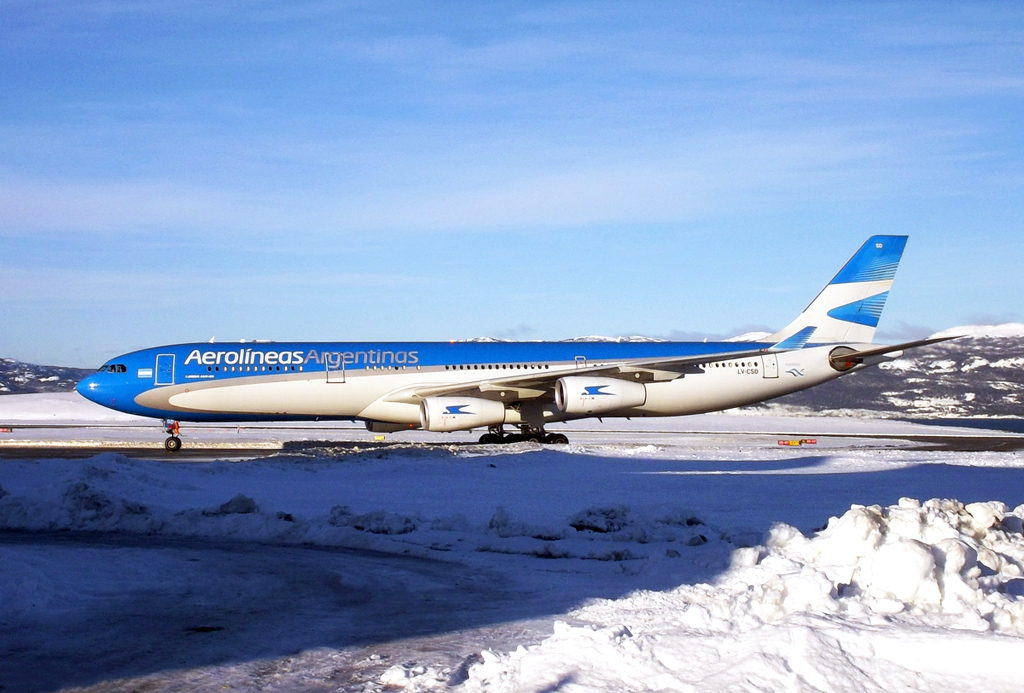
아르헨티나 항공의 에어버스 A340-300X 신도색
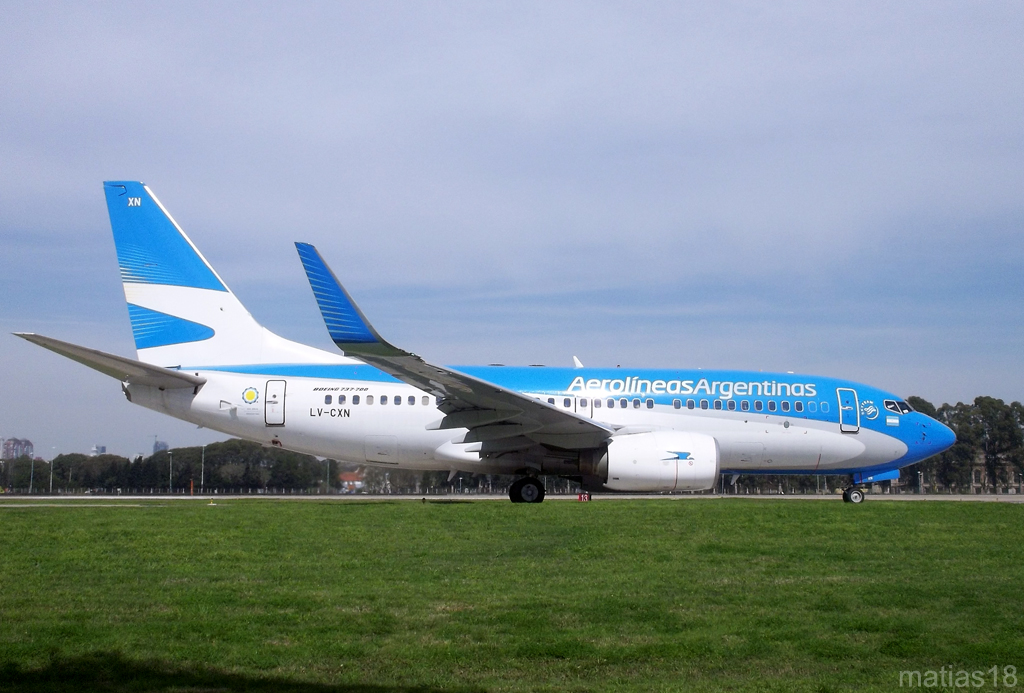
아르헨티나 항공의 보잉 737-700 신도색
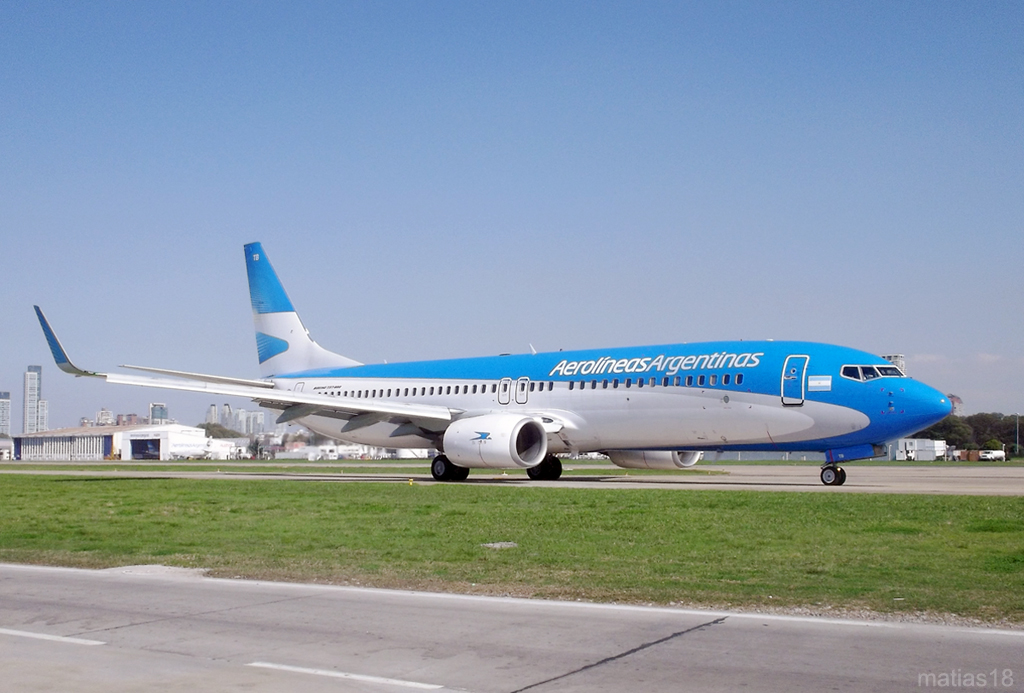
아르헨티나 항공의 보잉 737-800 신도색